# Законодавство Канади про пропаганду ненависті
Законодавство Канади про пропаганду ненависті включає в себе положення Кримінального кодексу, положення Закону «Про права людини» та інших федеральних законів, а також законодавчі положення в кожній з десяти провінцій і трьох територій Канади. Кримінальний кодекс забороняє «пропаганду ненависті» (hate propaganda). Канадський закон «Про права людини» забороняє дискримінацію за різними ознаками. Законодавство в провінціях і територіях забороняє дискримінацію за тими ж підставами, що і канадський закон «Про права людини» у тих питаннях, які відносяться до провінційної або територіальної юрисдикції, таких як зайнятість і житло.

## Конституційні акти
Конституційні акти Канади включають в себе Канадську хартію прав і свобод. Розділ 2 Хартії гарантує кожній людині, між іншим, свободу совісті і віросповідання, свободу думки, переконань, точки зору та її вираження, включаючи свободу преси та інших засобів масової інформації. Розділ 1 вказує, що свободи можуть бути частково піддані «тільки таким розумним обмеженням, передбаченим законодавством, які можуть бути повністю виправдані у вільному та демократичному суспільстві».

## Кримінальний Кодекс
Статті 318, 319 та 320 Кримінального кодексу Канади прямо забороняють пропаганду ненависті. «Пропаганда ненависті» (hate propaganda) означає «будь-яку письмову, знакову або видиму дію, яка підтримує або заохочує геноцид, або ж комунікацію, яка підпадає під дію статті 319.»
Стаття 318 передбачає позбавлення волі на строк до п'яти років для тих, хто пропагує геноцид. Кодекс визначає геноцид як знищення «ідентифікованої групи». Кодекс визначає «ідентифіковану групу» як «будь-яку частину населення, відмінну за кольором шкіри, расою, релігією, етнічним походженням або сексуальною орієнтацією, гендерною ідентичністю або виразом, або ж розумовою або фізичною інвалідністю».
Стаття 319 (1) передбачає покарання від штрафу до позбавлення волі на строк до двох років для тих, хто, виступаючи з заявами в будь-якому громадському місці, розпалює ненависть у відношенні якої-небудь конкретної групи, якщо і оскільки такі дії можуть призвести до порушення миру. Стаття 319 (2) передбачає покарання від штрафу до позбавлення волі на строк до двох років для тих, хто, виступаючи з заявами, іншими ніж у приватній бесіді, навмисне пропагує ненависть стосовно якої-небудь конкретної групи.
Згідно зі статтею 319 (2), обвинувачений не винен: (a) якщо він доведе, що заяви відповідали істині;
(b) якщо людина сумлінно висловлювала або намагалася виразити за допомогою аргументів свою думку на релігійну тему або думку, що ґрунтується на вірі в релігійний текст;
(c) якщо заяви були актуальні для будь-якої тематики, що становить суспільний інтерес, обговорення якої було в суспільних інтересах, і якщо на розумних підставах мовець був упевнений в правильності того, що він говорив; або
(d) якщо він сумлінно мав намір вказати, з метою їх видалення, на явища, які викликали або мали намір викликати почуття ненависті по відношенню до ідентифікованої групи в Канаді.
Розділ 320 дозволяє судді винести рішення про конфіскацію публікацій, які очевидно є пропагандою ненависті.

### Прецеденти в рамках Кримінального кодексу
Під час кампанії перед федеральними виборами 2008 року, Девід Попеску, багаторічний кандидат у місті Садбері, відповідаючи на питання в старшій школі, заявив: «гомосексуали мають бути страчені». Згодом він був звинувачений в умисній пропаганді ненависті, і заявив на суді, що його погляди узгоджуються з Біблією. Апеляційний суд Онтаріо визнав Попеску винним і засудив його до 18 місяців умовно. Попеску знову опинився під слідством у 2015 році у зв'язку з його передвиборними брошурами, які містили подібні заяви про гей-громаду. Однак ці пізніше звинувачення були зняті.
У 2007 році в Монреалі неонацист Жан-Себастіян Пресо (Presseault) визнав себе винним у навмисній пропаганді ненависті до чорношкірих і євреїв на своєму сайті в порушення ст. 319 КК Канади. Квебекський суддя Мартен Воклер засудив його до шести місяців тюремного ув'язнення замість громадських робіт, на що сподівався захист. Суддя назвав заяви Пресо «мерзенними, злими і огидними». Суддя також вказав у вердикті на те, що Пресо мав на тілі більше двадцяти татуювань, у тому числі кілька символів Ку-Клукс-Клану та нацистські символи: «шкода, яку він завдав своєму власному тілу, з метою залишити незабутнє свідоцтво своїх переконань, явно показує, що він має невирішені проблеми і переповнений расистськими почуттями і ненавистю», — заявив Воклер. Суддя також нагадав про колишні судимості Пресо за насильницькі злочини і прийшов до висновку, що безпека суспільства буде поставлена під загрозу, якщо дозволити обвинуваченому відбувати громадські роботи.
У 2003 році в Саскачевані прокуратура звинуватила Девіда Ехінаку (Ahenakew) в умисному розпалюванні ненависті у висловлюваннях про євреїв в інтерв'ю репортеру. 2005 року провінційний суд засудив Ехінаку і оштрафував його на $1000. У 2008 році Генеральний прокурор провінції Саскачеван знову подав справу на розгляд суду після того, як вирок було скасовано за апеляцією. 23 лютого 2009 року суддя Уілфред Такер провінційного суду Саскачевану заявив, що виступ Ехінаку був «огидним, мерзенним, і не відповідає дійсності», проте не являє собою «пропаганди ненависті».
По справі Канада (Комісія з прав людини) проти Тейлора, [1990] 3 S. С. R. 892—902, Верховний Суд заявив, що пропаганда ненависті означає будь-який вираз, що «має метою або спрямований на поширення екстремальних почуттів засудження і ворожнечі відносно якої-небудь расової чи релігійної групи».
Більшістю всього в 4 проти 3 Верховний Суд Канади підтвердив конституційність статті 319 у справі R. V. Keegstra [1990] 3 S. С. R. 697.

## Канадський закон «Про права людини»
Стаття 3 канадського закону «Про права людини» забороняє дискримінацію за ознакою «раси, національного чи етнічного походження, кольору шкіри, релігії, віку, статі, сексуальної орієнтації, громадянського стану, сімейного становища, інвалідності і судимості, за яку людина була помилувана». Стаття 13 Закону «Про права людини» була скасована 26 червня 2013. Стаття 54 втратила сенс у зв'язку з тим, що її колишній сенс повністю покриває стаття 53. Канадська комісія з прав людини відповідає за впровадження Канадського закону «Про права людини».

### Прецеденти в рамках Закону «Про права людини»
По справі Уорман проти Лемір, 2009 CHRT 26, суддя Атанасіос Д. Хаджис постановив, що право відповідача на свободу думки, переконань, думки і висловлювання не повинно бути порушено через с. 13(1). На цих підставах суддя не покарав відповідача за спірну публікацію в Інтернеті.
По справі Уорман проти Північного Альянсу, 2009 CHRT 10, суддя Едуард Петер Люстіг постановив, що сайт відповідача містив порушення ст. 13(1), тому що на сайті були поміщені спірні висловлювання про циган, євреїв, мусульман, гомосексуалів, чорношкірих, арабів, та інших групах. Суддя виніс ухвалу відповідно до ст. 54(1)(а) з тим, щоб спірний сайт, який до того моменту вже був неактивний, не був відновлений.
По справі Чопра проти Міністерства охорони здоров'я Канади, 2008 CHRT 39, суддя П'єр Дешан визнав, що Шив Чопра, мікробіолог у Міністерстві охорони здоров'я Канади, мав право на відшкодування шкоди до $4 000 від Міністерства охорони здоров'я Канади за образи і втрати у заробітній платі, разом з відсотками. Суддею було встановлено, що Чопра був підданий дискримінаційним зауваженням, був відсторонений від посади в помсту за колишню скаргу в комісію з прав людини, а його кандидатура не була розглянута, коли виникла тимчасова вакансія на посаду начальника його відділу.
У грудні 2007 року Канадський Ісламський Конгрес подав скаргу про розпалювання ненависті з боку журналу Maclean's. Суть скарги полягала в тому, що Maclean's опублікував серію статей (колумніст Марк Стейн), які образили мусульман. Конгрес подав скаргу в Канадську комісію з прав людини, в Трибунал з прав людини Британської Колумбії і Комісію з прав людини Онтаріо. Онтарійська комісія з прав людини відхилила скаргу на підставі того, що вона не перебувала в її юрисдикції. Суд з прав людини провінції Британська Колумбія відхилив скаргу 10 жовтня 2008 року. Канадська Комісія з прав людини відхилила скаргу 26 червня 2008 року.
По справі Уорман проти Вінницького, 2006 CHRT 20, суддя Карен А. Йенсен встановила, що відповідач розмістив повідомлення в Інтернеті, які були «порочними і нелюдськими». Суддя зобов'язав відповідача припинити свою дискримінаційну практику і виплатити штраф у розмірі $6000.
По справі Цитрон проти Цюнделя TD 1/02 (2002/01/18) суд встановив, що відповідач Ернст Цюндель поширював теорії таємної єврейської змови. Відповідач опублікував свої теорії в Інтернеті. Суд визнав, що тон публікацій, граничне очорнення і паплюження євреїв з боку відповідача порушували ст. 13(1). Суд зобов'язав відповідача припинити свою дискримінаційну практику.

## Провінції та території
У всіх провінціях і територіях Канади є власне законодавство з прав людини, а також комісії з прав людини, відповідальні за нагляд за їх дотриманням, за винятком Британської Колумбії, де існує відповідний суд (трибунал), а не комісія. Як правило, законодавство забороняє дискримінацію за відсутності законної підстави —на підставі раси, кольору шкіри, походження, місця походження, релігії, віросповідання, політичних переконань, сімейного стану, ситуації в сім'ї, фізичної або психічної інвалідності, статі, сексуальної орієнтації, віку, а також судимості, за яку потерпілий був помилуваний (далі — «загальні підстави»). Як правило, законодавство забороняє дискримінацію по щонайменше п'яти контекстах: розміщення, працевлаштування, придбання житла, членство в спілках та асоціаціях, і публікації. Контекст публікацій безпосередньо пов'язаний з питанням про пропаганду ненависті. Провінційні та територіальні акти про захист прав людини, як правило, містять положення, аналогічні нижченаведеним (стаття 12 Закону Острова принца Едуарда):
(1) жодна особа не може публікувати, поширювати і передавати в ефір або допускати до публікації, виставляти або поширювати на землі або в приміщенні, або в газеті або шляхом радіо — або телемовлення станції або з допомогою будь-яких інших засобів, будь-яке повідомлення, знак, символ, їх похідні або інші засоби інформації, які містять дискримінацію або намір дискримінувати будь-яку особу або клас осіб.
(2) ніщо в цьому розділі не повинно заважати вільному вираженню думок з будь-якого питання в усній або письмовій формі.
Людина, яка вважає, що її права, гарантовані провінційним або територіальним законом, були порушені, може звернутися зі скаргою в Комісію з прав людини. Як правило, комісія приймає скаргу і, якщо вона належить до юрисдикції комісії, комісія розслідує справу. Комісія може запропонувати позивачу і відповідачу свої послуги для врегулювання, або винести питання на розгляд третьої особи. На практиці, багато скарг були успішно вирішені за допомогою посередництва.
Відмінності між провінціями і територіями ппоявляются в повноваженнях, наданих арбітру і в розмірі відшкодування неустойки. Всі арбітри мають повноваження примусити відповідача припинити порушення законодавства з прав людини, а також не здійснювати подібну діяльність починаючи з дня заборони. Всі арбітри мають повноваження вимагати від відповідача компенсувати позивачу будь-які збитки, завдані відповідачем внаслідок порушення відповідного закону. Деякі судді мають повноваження вимагати від відповідача відшкодувати «моральну шкоду» заявнику, або ж сплатити штраф за умисну дію або вчинок з необережності.

### Альберта
Закон провінції Альберта «Про права людини» забороняє дискримінацію на загальних підставах, за винятком політичних переконань, а також за ознакою «джерела доходу». Закон забороняє публікацію або показ того, що «могло б викликати ненависть чи презирство до людини або класу осіб». Арбітр не має повноважень примусити відповідача відшкодувати позивачу «емоційний збиток» або заплатити штраф. Орган, відповідальний за дотримання закону Альберти про права людини — Комісія з питань прав людини і громадянства (AHRCC).
У 2006 році, мусульманська Рада Едмонтону і вищої ісламської Ради Канади поскаржилася в AHRCC, коли Езра Левант передрукував карикатури, які раніше були опубліковані в Данії в журналі «Юлландс-Постен». Комісія відмовила у задоволенні скарги 5 серпня 2008 року. Дворічний судовий процес обійшовся Леванту в $100 000 судових витрат.
У червні 2002 року, преподобний Стівен Буассуен (Boissoin) направив у редакцію журналу Red Deer Advocate лист. Журнал опублікував лист, адресований, як у ньому говорилося, тим, хто «підтримує гомосексуальну машину, яка нещадно набуває все більшого впливу в нашому суспільстві з 1960-х років». Доктор Даррен Лунд поскаржився в AHRCC на лист Буассуена. Зрештою, суд королівської лави провінції Альберта відхилив скаргу.
2 квітня 2002 року газети Edmonton Journal і Calgary Herald опублікували спільну редакційну статтю, в якій повідомлялося, що предметом засідання Організації Ісламська конференція, яку відбувалося в Малайзії, було питання про тероризм. На думку редакції, зустріч «без сумніву буде фарсом», що сприйняли як образу мусульмани, особливо палестинці. Мусульманські і палестинські організації та їхні прихильники поскаржилися на редакцію AHRCC. Заявники вважали, що редакційна стаття розпалювала ненависть і презирство до палестинських арабів і мусульман. 21 вересня 2009 року директор комісії Марі Редл відхилила скаргу.

### Британська Колумбія
Британська Колумбія є унікальною в тому сенсі, що в ній відсутня комісія з прав людини. Скарга може бути подана безпосередньо в провінційний трибунал з прав людини. Згідно з Кодексом прав людини Британської Колумбії, суддя повинен наказати порушника припинити порушення Кодексу, і зокрема, може постановити, щоб порушник сплатив позивачу суму, яку суддя вважатиме доцільним, «за заподіяння шкоди гідності, почуттям і самоповазі, або кожному з них».
По справі Кханна проти Common Ground Publishing Corp., 2005 BCHRT 398, суддя Тоні Бехаррелл розглянув скаргу про зображення на обкладинці журналу. Зображення являло Індуїстського Бога Шиву у формі Натараджа. Зображення містило вогненне коло з сучасними артефактами, наприклад, гамбургером. Суддя не знайшов підстав визнати, що зображення могло б викликати ненависть і презирство до індусів.
Через 15 років після того, як комісія з прав людини була скасована ліберальним урядом, новий уряд (партія НДП) оголосив про плани відновити комісію з прав людини.
Прем'єр Джон Хорган заявив, що Британська Колумбія — єдина провінція без комісії з прав людини, і вона необхідна для вирішення проблем дискримінації та нерівності, які поширені по всій провінції.
«Кожна людина заслуговує того, щоб до неї ставилися з гідністю і повагою, незалежно від фізичних можливостей, раси, релігії, сексуальної орієнтації, гендерної ідентичності та гендерного самовиразу», — сказав Хорган на прес-конференції.
Він доручив генеральному прокурору Девіду Ебі відновити комісію.

### Манітоба
«Кодекс прав людини» провінції Манітоба дозволяє незалежному арбітру, зокрема, ухвалити, що відповідач повинен відшкодувати збиток за заподіяння шкоди гідності, почуттів, або самоповаги в сумі, яку суддя вважає «справедливою і доречною», та сплатити неустойку або штраф (до $2000 в разі, коли відповідач — це фізична особа; в розмірі до $10000 в будь-якому іншому випадку), якщо будуть встановлені злий умисел або груба необережність. Кодекс Манітоби є унікальним в тому сенсі, що передбачає термін «аналогічні підстави» (analogous grounds). Скарги можуть подаватися не тільки за прямо переліченими у кодексі підставами (наприклад, статі, віку, національного походження і т. д.), але і за аналогією з перерахованими. Наприклад, Комісія з прав людини провінції Манітоба в поточний час приймає скарги з питань ґендерної ідентичності.

### Нью-Брансвік
Закон «Про права людини» провінції Нью-Брансвік забороняє дискримінацію за різними ознаками, залежно від обставин. Арбітр (комісії з розслідування) може зобов'язати відповідача, зокрема, відшкодувати позивачу «будь-яку наступний моральну шкоду, в тому числі в результаті шкоди гідності, почуттів, або самоповаги, настільки, наскільки колегія визнає справедливим і доречним».

### Ньюфаундленд і Лабрадор
Кодекс прав людини провінції Ньюфаундленд і Лабрадор не передбачає поняття «емоційний збиток».

### Північно-Західні Території
На Північно-Західних територіях Закон «Про права людини» забороняє дискримінацію на загальних підставах та за ознакою «соціальне становище». Розділ, що стосується публікацій (с. 13) явно забороняє будь-які засоби вираження, які «з великою ймовірністю піддають будь-яку особу або клас осіб ненависті або зневазі». Суддя може розпорядитися, зокрема, щоб відповідач виплатив позивачу суму, яку суддя визнає доцільною компенсацією позивачу за шкоду його гідності, почуттів і самоповаги". Якщо суддя вважає, що відповідач «діяв навмисно або зловмисно», або що відповідач неодноразово порушив закон, суддя може зобов'язати відповідача виплатити штраф на суму, що не перевищує $10000".

### Нова Шотландія
Закон «Про права людини» провінції Нова Шотландія забороняє дискримінацію на загальних підставах, а також за «ірраціональний страх захворювання». Арбітр «може постановити, що будь-яка сторона, яка порушила закон, має вчинити дію з метою повного відновлення відповідності вимогам цього закону та для відшкодування будь-якої шкоди, заподіяної будь-якій особі або групі осіб або компенсацію, і, оскільки це санкціоноване і в обсязі, передбаченому регламентом, може прийняти будь-який наказ щодо зазначеної сторони, якщо це не сторона позивача, як витрати, про відшкодування витрат, які арбітр вважає необхідними в даних обставинах».
У квітні 2008 року «Центр ісламського розвитку» у Новій Шотландії подав скаргу в поліцію і в комісію з прав людини нової Шотландії за карикатуру, опубліковану в Halifax Chronicle-Herald.

### Нунавут
Закон «Про права людини» 2003 дозволяє арбітру присудити, зокрема, компенсацію «за заподіяння шкоди гідності, почуттів або самоповаги» і «за будь-яку шкідливу дію з умислу або необережності», а також вимагати принести вибачення.

### Онтаріо
Кодекс про права людини провінції Онтаріо забороняє дискримінацію за різними ознаками, залежно від обставин. Суддя може постановити, зокрема, що відповідач повинен: виплатити грошову компенсацію позивачеві, «в тому числі компенсацію за заподіяння шкоди гідності, почуттів і самоповаги»; відшкодувати позивачу, в тому числі, шкоди за заподіяння шкоди гідності, почуттів і самоуважени."; або вчинити дії, щоб виправити порушення відповідачем вимог Кодексу. Більшість справ, що стосуються порушення Кодексу, розглядаються квазі-судових трибуналом з прав людини Онтаріо.

### Острів Принца Едуарда
На Острові принца Едуарда: провінційний Закон «Про права людини» не містить положень про відшкодування «емоційної шкоди» потерпілому. Суддя може, зокрема, накласти штраф на приватну особу в сумі не менше $100 і не більше $500, і на будь-які інші особи від $200 і не більше $2000.

### Квебек
Розділ 10 Квебекської «Хартії прав і свобод людини» забороняє дискримінацію за ознакою раси, кольору шкіри, статі, гендерної ідентичності або вирази, вагітності, сексуальної орієнтації, громадянського статусу, віку, за винятком випадків, передбачених законом. Стаття 80 передбачає:
Якщо сторони не згодні на переговори по врегулюванню або на третейський (арбітражний) розгляд спору, або у разі, якщо пропозиція третейської комісії не призвела до задоволення сторін у встановлені терміни, комісія має право звернутися до суду, щоб забезпечити, оскільки це не суперечить суспільним інтересам, будь-які належні заходи стосовно особи, чию вину встановлена, або зажадати на користь потерпілого будь-які заходи захисту, які вона вважає доречними на поточний момент.

### Саскачеван
В Саскачевані був прийнятий перший в Північній Америці законодавчий акт (1947), що забороняє переслідування за ознакою раси, релігії, кольору шкіри, статі, національності, походження і місця народження. Кодекс прав людини провінції Саскачеван забороняє дискримінацію на загальних підставах та з причини «отримання державної допомоги». Цей кодекс забороняє будь-яку публікацію або демонстрацію, «яка піддає або має тенденцію піддавати ненависті, висміює, принижує або іншим чином ображає гідність будь-якої особи або групи осіб». Верховний Суд Канади постановив, що фраза «висміювання, приниження ролі і образу гідності» є неконституційною і видалив її з Кодексу під час процесу у справі Саскачеванская комісія з прав людини проти Уоткотта,
2013 SCC 11 (див. висновок, пункт 206). Суддя може присудити позивачеві компенсацію в розмірі до $10000 або за поведінку відповідача, якщо воно було зловмисним або безрозсудним, або за заподіяння шкоди «почуттів, гідності або самоповаги».
У червні 1997 року Трибунал з прав людини Саскачевану постановив, що Х'ю Оуенс порушив Кодекс прав людини, помістивши в газеті оголошення з цитатами з Біблії. Дані цитати засуджували гомосексуальнк поведінкк. Оуенс подав апеляцію. Суд королівської лави погодився з трибуналом. Оуенс знову подав апеляцію. 2006 року апеляційний суд скасував рішення трибуналу.
У 2005 році трибунал з прав людини провінції Саскачеван оштрафував Білла Уоткотта, лідера невеликої групи під назвою «Активісти християнської істини», на $17500 за поширення листівок, що містили спірні твердження про гомосексуалів. Справа в кінцевому рахунку дійшла до Верховного Суду Канади , який частково залишив у силі рішення суду нижчої інстанції.

### Юкон
В Юконі Закон «Про права людини» забороняє дискримінацію будь-якої особи або групи по загальним підставах і за «джерелами доходу». Цей закон не містить конкретних положень, що забороняють дискримінаційні публікації, оголошення, або трансляції.

## См. також
- Canadian Human Rights Commission free speech controversies[en]
- Blasphemous libel[en]